# Gauke Kootstra
Gauke Kootstra (Kooten, 9 juli 1874 – Groningen, 27 november 1942) was een Nederlands bestuurder.
Kootstra was zoon van een pelmolenaar in Kooten. Hij werd opgeleid bij de gemeente Buitenpost en werd ambtenaar ter secretarie in Dantumadeel, in 1904 werd hij gemeentesecretaris van Ooststellingwerf. Vanaf 1913 was hij een onafhankelijk vrijzinnige burgemeester, achtereenvolgens in Ooststellingwerf, Emmen en Gorinchem. In Emmen kwam hij terecht in een roerige periode: de gemeente was bijna failliet en er heerste grote armoede onder de bevolking. Hij was dan ook betrokken bij de emigratie van honderden gezinnen, bestaande uit minimaal vijf personen, naar Twente (met name naar de Drentse buurt in de Enschedese wijk Pathmos). In 1936 werd Kootstra benoemd tot Officier in de orde van Oranje-Nassau.